# Arquegónio

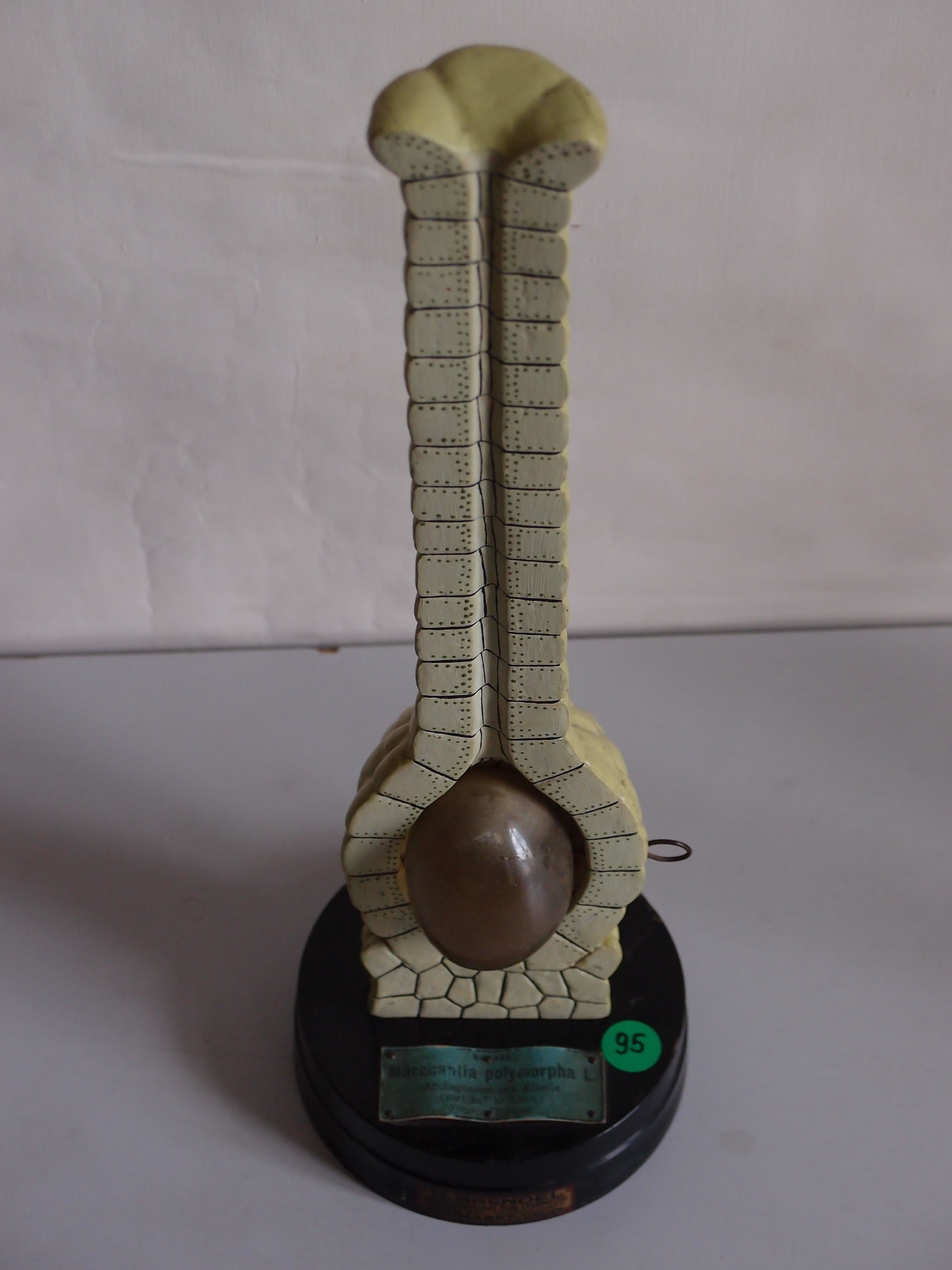
Modelo de arquegónio no Museu Botânico, Greifswald, Alemanha.

Em botânica, chama-se arquegónio (português europeu) ou arquegônio (português brasileiro) ao órgão feminino de muitas plantas, onde são produzidos os gâmetas femininos, as oosferas (ou óvulos, nas plantas vasculares.
Esta palavra deriva das palavras gregas archeos = antigo ou "primitivo" e gonos = órgão da reprodução (gónada nos animais).
Neste artigo, "plantas" é utilizado como termo genérico, como era usado de acordo com a taxonomia de Lineu, e inclui não só as plantas vasculares - as espermatófitas e as pteridófitas - mas também as briófitas, algas e fungos.
Nas espermatófitas, este órgão corresponde ao óvulo das plantas que produzem flores (as angiospérmicas) ou ao megasporófilo das gimnospérmicas.
O gametângio masculino é denominado anterídeo, nas plantas que possuem arquegónios, ou grão de pólen nas gimnospérmicas e nas espermatófitas.